# Грене, Марджори
Марджори Гликсмен Грене (англ. Marjorie Glicksman Grene; 13.12.1910, Милуоки, Висконсин — 16.03.2009, Блэксберг, Виргиния) — американский философ, историк философии и науки. Её работы посвящены экзистенциализму, а также философии науки, в частности философии биологии, основание которой ей и приписывают. Профессор Калифорнийского университета в Дейвисе (эмерит), почётный заслуженный профессор Политехнического университета Виргинии (с 1988 года), член Американской академии искусств и наук (1976).

## Биография
В 1931 году она окончила колледж Уэллсли (бакалавр зоологии), позже получила степень магистра искусств в Радклиффском колледже в 1934 году, а еще через год в 1935 году — степень доктора философии там же. Среди её преподавателей был А. Н. Уайтхед.
После окончания колледжа Уэллсли отправилась в Германию, где до 1933 года училась во Фрайбурге и Гейдельберге у Мартина Хайдеггера и Карла Ясперса. Затем возвратилась в США, где получила докторскую степень и начала преподавать историю философии в Чикагском университете. В 1935 году побывала в Дании, где изучала Кьеркегора. В Чикаго она познакомилась с Дэвидом Грене и позже вышла за него замуж. Потеряв позицию преподавателя в университете в 1944 году, следующие 15 лет Грене посвятила материнству и фермерству (последнее было увлечением её супруга), сначала в Иллинойсе, а с 1952 года — в Ирландии, на родине её мужа.
С 1950 года сотрудничала с Майклом Полани, впоследствии тот отмечал, что ее критика оказала сильное влияние на его работу. Отчасти благодаря работе с Полани Грене возвратилась к преподавательской деятельности в 1957—1958 годах в Манчестерском университете, затем в университете Лидса (1958—1960), а далее до 1965 года читала лекции по философии в Университете Квинс в Белфасте.
Затем возвратилась в США. В 1965—1978 годах преподавала философию в Калифорнийском университете в Дейвисе, где в 1965—1970 годах также заведовала философским департаментом, эмерит-профессор философии.
В 1974—1975 годах — вице-президент, а в 1975—1976 годах — президент Метафизического общества Америки. Член Американской академии искусств и наук (1976). Член Американской ассоциации содействия развитию науки (1977). Почётный доктор Тулейнского университета (1980). Обладательница почётной степени Дижонского университета.
После отставки в Дейвисе она занимала приглашённые позиции в Йеле, Калифорнийском университете в Беркли, Бостонском университете (1982) и других. В 1985—1986 годах занималась исследовательской работой в Американском музее естественной истории. В 1987 году — приглашённый профессор в Барнард-колледже.
С 1988 года и до конца жизни профессор Виргинского политехнического университета, адъюнкт-профессор и почётный заслуженный профессор философии. В Виргинию Грене переехала вслед за дочерью.
В 1995 году была учреждена премия её имени для молодых учёных — главная премия Международного общества по истории, философии и социальных исследований биологии, организации которого Грене способствовала и почётным президентом которого была.
В 2002 году Марджори Грене была удостоена посвящённого ей тома (№ 29) в серии книг Библиотека современных философов, став первой женщиной, описанной в этой серии.
С 1938 была замужем за филологом-классиком Дэвидом Грене, от кого у нее двое детей — дочь и сын, также ставших профессорами. Пара развелась в 1961 году.